# Fear Factor
Fear Factor er et amerikansk stunt/dare gameshow, der havde premiere på den amerikanske kanal NBC i 2001.
Det er egentligt et hollandsk tv-koncept som er udviklet af Jean Michel de Bogart under navnet Now or Neverland.
Tv-programmet er af reality-genren hvor deltagerne stilles over for et antal udfordringer i hvert program. Udfordringerne er udformede således at fobierne skal testes hos deltagerne. Den som klarer alle udfordringer på den bedste tid vinder en prissum. I visse programmer, er det kendte, der dyster mod hinanden. Programmet er blevet sendt under samme navn i Albanien, den arabiske del, Australien, Kroatien, Danmark, Frankrig, Tyskland, Grækenland, Indien, Indonesien, Malaysia, Mexico, Holland, New Zealand, Norge, Filippinerne, Polen, Portugal, Rumænien, Sydafrika, Sverige, Tyrkiet, Storbritannien og USA.
I USA blev programmet sendt mellem 2001 og 2006 med totalt 142 afsnit med Joe Rogan som tv-vært. I december 2011 begyndte man at sende nye afsnit af serien i USA. I Danmark sendtes programmet med Biker-Jens som vært på TV3 i 2003 med 10 afnit. 
I 2017 overtog MTV serien med Ludacris som vært.